# Cerro Gordo, Actopan
Cerro Gordo är en ort i Mexiko.   Den ligger i kommunen Actopan och delstaten Veracruz, i den sydöstra delen av landet, 260 km öster om huvudstaden Mexico City. Cerro Gordo ligger 644 meter över havet och antalet invånare är 1 273.
Terrängen runt Cerro Gordo är kuperad. Runt Cerro Gordo är det ganska tätbefolkat, med 62 invånare per kvadratkilometer. Närmaste större samhälle är Actopan, 8,0 km söder om Cerro Gordo. Trakten runt Cerro Gordo består till största delen av jordbruksmark.